# ニュージーランドチドリ
ニュージーランドチドリ（学名：Charadrius obscurus）は、鳥綱チドリ目チドリ科チドリ属に分類される鳥類。

## 分布
ニュージーランド固有種

## 形態
全長26 - 28センチメートル。上面は灰褐色。額から眼先・耳孔を被う羽毛（耳羽）は褐色。眼上部には白い眉状の斑紋（眉斑）が入る。胸部から腹部にかけて白い。
嘴の先端は分厚く、色彩は黒い。後肢の色彩は橙色。
幼鳥は後肢の色彩が淡黄色。繁殖羽は胸部から腹部にかけて橙色だが、加齢に伴い色彩は淡くなる。

## 分類
以下の分類はIOC World Bird List (v 9.2)に従う。後述のようにBirdLife Internationalおよびそれに従っているIUCNレッドリストでは2017年現在、以下の2亜種を独立種として扱っている。
Charadrius obscurus obscurus Gmelin, 1789
スチュアート島。南島では絶滅。
Charadrius obscurus aquilonius Dowding, 1994
北島。

## 生態
昆虫、軟体動物などを食べる。移動と静止を織り交ぜて素早く獲物に詰め寄り捕食するが、直立したまま獲物を捕食したり嘴や後肢で地面を探ることもある。
繁殖様式は卵生。北島では海岸や砂丘などで、スチュアート島では標高の高い場所で繁殖する。地表に巣を作り、8月から翌1月に1回に2 - 3個（主に3個）の卵を産む。雌雄交代で抱卵し、抱卵期間は28 - 32日。寿命は14 - 19年。

## 人間との関係
海岸開発による生息地の破壊、人為的に移入されたオコジョ・フクロギツネ・ネコ・ネズミ・ハリネズミなどによる捕食、移入された植物による植生の変化、家畜による巣の破壊などにより生息数は激減している。以前は南島および周辺の島嶼にも分布していたが、絶滅した。1993年における生息数は、基亜種が65羽、亜種C. o. aquiloniusが1,400羽と推定されている。
この記事では亜種として扱うが、IUCNレッドリストでは基亜種と亜種C. o. aquiloniusをそれぞれ独立種として分類・判定している。
C. o. obscurus
人為的に移入されたオコジョ・ネコなど（おそらくネズミも）による捕食などにより、生息数は減少している。在来の捕食者である、ミナミオオセグロカモメによる捕食の影響も懸念されている。1992年における生息数は62羽、2005年以降は240 - 290羽と一時的に増加したが、2012年に再び激減した。
CRITICALLY ENDANGERED (IUCN Red List Ver. 3.1 (2001))

C. o. aquilonius
海岸開発による生息地の破壊、人間やイヌ・家畜による攪乱、人為的に移入されたオコジョ・ネコ・ナミハリネズミErinaceus europaeusなどによる捕食により生息数が減少した。在来の捕食者であるミナミオオセグロカモメによる捕食や、悪天候や高潮などによる巣の冠水による影響も懸念されている。繁殖地での捕食者の駆除・囲いの設置・監視などによる保護対策が進められ、2016年現在は生息数が増加傾向にある。
NEAR THREATENED (IUCN Red List Ver. 3.1 (2001))

## 画像

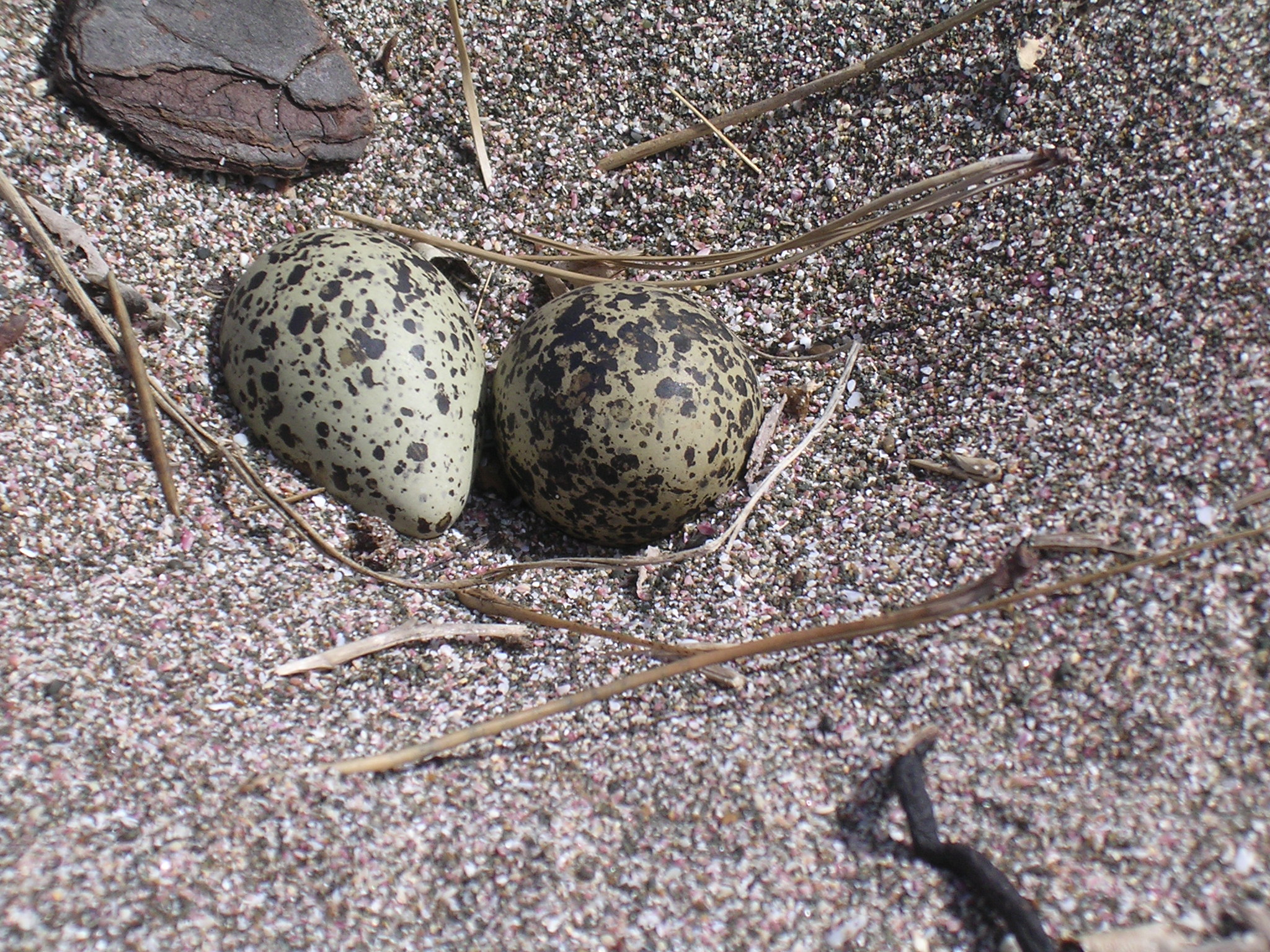
卵